# Замок Рапперсвиль
Замок Рапперсвиль (нем. Schloss Rapperswil) — средневековый замок XIII века в швейцарской коммуне Рапперсвиль-Йона на юго-западе кантона Санкт-Галлен.
Замок был возведён в 1220—1230 годах фогтом Рудольфом Рапперсвильским для контроля за водным торговым путём из Цюриха, и стал причиной появления одноимённого торгового поселения на берегу Цюрихского озера.
В июне 1336 года здесь — после «цеховой революции» в Цюрихе — нашли прибежище изгнанные из города патриции-бывшие члены городского совета, образовавшие своего рода правительство в изгнании, и совместно с владельцем замка графом Иоганном I фон Габсбург-Лауфенбургским (1297—1337) планировавшие отсюда акцию возмездия, вошедшую в историю как Цюрихская резня (нем. Mordnacht von Zürich). Предпринятая в ночь с 23 на 24 февраля 1350 года попытка устранения нового цюрихского бургомистра Рудольфа Бруна, однако, провалилась, вслед за чем цюрихские вооружённые отряды уже 24 февраля подступили к стенам Рапперсвиля, сдавшегося на милость из-за опасений за жизнь попавшего в цюрихский плен графа Иоганна II Габсбург-Лауфенбургского. Вероятно, из-за сопротивления братьев последнего, Рудольфа IV и Готфрида II город и замок были сожжены, прямым следствием чего стал военно-политический союз Цюриха с тремя первыми кантонами: Швицом, Ури и Унтервальденом.
Уже в 1352 году герцог Альбрехт II повелел восстановление разрушенных укреплений, служивших вплоть до середины следующего столетия одним из важнейших бастионов Габсбургов против стремительно набиравшего силу Швейцарского союза.
После пресечения лауфенбургской линии Габсбургов замок в 1442 году перешёл в городскую собственность, и после 1464 года — когда Рапперсвиль заключил «вечное соглашение» со Швейцарским союзом — и вплоть до 1798 года был местопребыванием швейцарских фогтов.
В 1870 году Владиславом Плятером (пол. Władysław Plater, 1808—1889), обосновавшимся в Рапперсвиле после неудачного Январского восстания, в замке был открыт Польский национальный музей. Двумя годами раньше — также при активной поддержке Швейцарского центрального комитета Польши (нем. Schweizerische Zentralkomitee für Polen) и Готтфрида Келлера — перед рапперсвильским замком была установлена чугунная Колонна польской свободе. Благодаря этому Рапперсвиль в самое короткое время стал центром польского культурно-освободительного движения, а музей быстро наполнился разнообразнейшими экспонатами. Так, с 1895 года в замковой башне хранилась урна с мумифицированным сердцем скончавшегося в Швейцарии польского и американского национального героя Тадеуша Костюшко, в 1927 году — после основания Второй польской республики — вместе со всей коллекцией музея перенесённая в Варшаву.
Вплоть до 1936 года замок пустовал, до тех пор, пока в нём не был отрыт новый польский музей, во время Второй мировой войны перенявший культурное попечение интернированных польских солдат. В 1952 году собрание музея было переправлено в Польшу, и в рапперсвильском замке размещался международный институт изучения замков, в период с 1962 по 1975 года — Швейцарский музей замков. После комплексной реставрации 1975 года польскими эмигрантами здесь был открыт третий по счёту польский музей.

## Описание
Выстроенное при Альбрехте II здание замка представляет собой почти правильный треугольник, в каждом углу которого возвышается оборонительная и наблюдательная башня. Самая высокая юго-западная башня иногда именуется бергфридом, либо Гюгелитурм (нем. Gügeliturm), и использовалась длительное время в качестве городской каланчи. В пятиугольной Часовой башне в восточном углу замка размещены 3 колокола, отбивающие время; на её фасаде укреплены два больших циферблата и солнечные часы. Между обоими башнями возвышается массивный жилой корпус, перестроенный в XIX веке. К третьей башне в северо-западном углу замкового комплекса, к так называемой Пороховой башне ведут крытые боевые ходы. 
Со стороны города к замку ведут двойные ворота, открывающие протяжённый укреплённый проход вдоль стены к замковой террасе на вершине городского холма Линденхоф, где стоит колона свободы, и откуда через позднесредневековый портал, с внутренней стороны украшенный гербом владения Рапперсвиль, можно попасть во внутренний двор замка.